# ألبرت فيدوسوف
ألبرت فيدوسوف (بالروسية: Федосов, Альберт Вячеславович)‏ هو لاعب كرة قدم روسي في مركز الوسط، ولد في 4 سبتمبر 1970. لعب مع أفانجارد كورسك وأورالان إليستا ودينامو بريانسك وموردوفيا سارانسك.